# Шкари
Шка́ри (рос. Шкары) — село у складі Нагорського району Кіровської області, Росія. Входить до складу Синьогорського сільського поселення.
Населення становить 2 особи (2010, 18 у 2002).
Національний склад станом на 2002 рік — росіяни 100 %.